# Mini (R55–R61)
Mini (R55–R61) ist die zweite Generation der Mini-Kombilimousine mit dem Cabrio sowie weitere Mini-Fahrzeuge der BMW Group mit den internen Bezeichnungen: R55/R56/R57/R58/R59/R60/R61. Sie wurden zwischen 2006 und 2016 hergestellt.

## Modellgeschichte
Am 18. November 2006 wurde die zweite Auflage des neuen Mini bei den Händlern vorgestellt. Der Mini wurde für den Fußgängerschutz optimiert, um den strengeren Crash-Tests Rechnung zu tragen. Dafür wurde die Motorhaube etwas länger und höher. Um die Proportionen des Mini zu erhalten, wurde ein ca. 10 cm breites Kunststoffband vor der klassisch steilen Frontscheibe eingefügt.
Der Mini startete im Herbst 2006 mit den Modellen:
- Mini Cooper (88 kW/120 PS)
- Mini Cooper S (128 kW/174 PS)

Anfang 2007 kamen zwei weitere Modelle hinzu:
- Mini One (70 kW/95 PS)
- Mini Cooper D (80 kW/109 PS)

Im November 2007 kamen drei weitere Modelle hinzu:
- Mini Cooper Clubman (88 kW/120 PS)
- Mini Cooper S Clubman (128 kW/174 PS)
- Mini Cooper D Clubman (80 kW/109 PS)

Im August 2008 kamen zwei weitere Modelle hinzu:
- Mini John Cooper Works (155 kW/211 PS)
- Mini John Cooper Works Clubman (155 kW/211 PS)

Anfang 2009 folgte eine neue Basismotorisierung mit dem
- Mini One (55 kW/75 PS)

Im Frühling 2009 folgte die Neuauflage des Cabrios mit drei Modellen:
- Mini Cooper Cabriolet (88 kW/120 PS)
- Mini Cooper S Cabriolet (128 kW/174 PS)
- Mini John Cooper Works Cabriolet (155 kW/211 PS)

Im September 2010 wurde die erste SUV-Variante Countryman (R60) eingeführt, 2012 wurde dann als SUV-Coupé der Paceman (R61) vorgestellt.
Im April 2011 kam bei der dreitürigen Kombilimousine eine stärkere Diesel-Version hinzu:
- Mini Cooper SD (105 kW/143 PS)

Im November 2012 gab es das auf 2000 Fahrzeuge limitierte Sondermodell Mini Cooper John Cooper Works GP:
- Mini Cooper JCW GP (160 kW/218 PS)

## Neuerungen

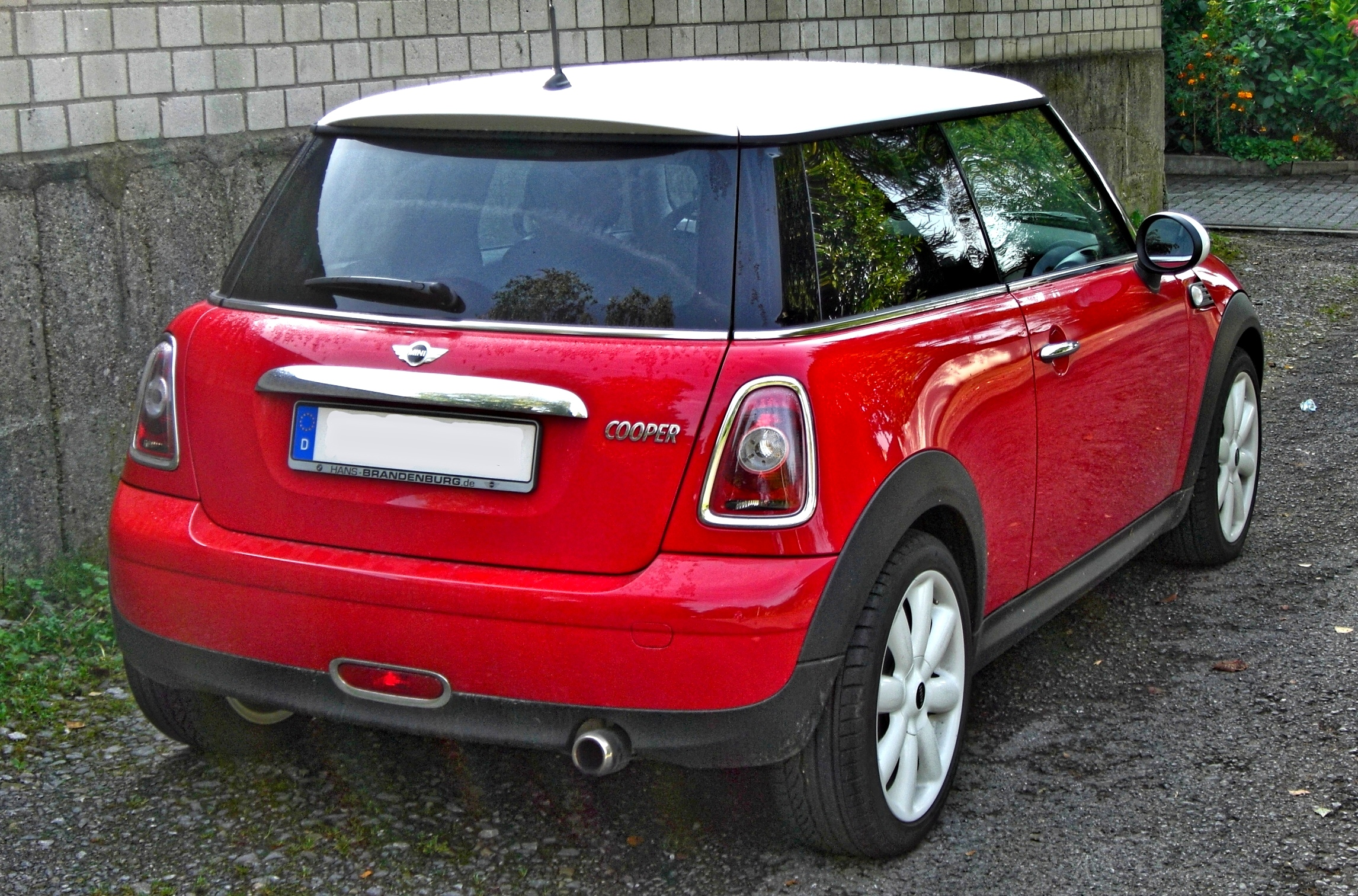
Heckansicht

Die größten Neuerungen an der knapp 3,70 m langen Kombilimousine fanden nach dem gegenüber dem Vorgänger verbesserten Fußgängerschutz unter dem Blech statt: Die gemeinsam mit PSA Peugeot Citroën entwickelten Benzinmotoren sind deutlich sparsamer im Verbrauch. Der Cooper S nutzt dazu einen Turbolader. Der Motor erhielt achtmal hintereinander (2007 bis 2014) den Preis Engine of the year in seiner Klasse. Der Mini Cooper D (3,9 l/100 km, 104 g CO2/km) verfügte über einen PSA-DV-Motor-Dieselmotor.
Die Ausstattungsliste wurde erweitert: So wurde erstmals eine variable Innenraumbeleuchtung Ambilight angeboten, mit der Elemente wie die Türen dezent in farbigem, indirektem Licht beleuchtet werden. Weiter wurden für den Innenraum neun Stoff-, Stoff-/Leder- und Lederausstattungen angeboten. Des Weiteren konnte der Wagen mit fünf unterschiedlichen Interieuroberflächen ausgekleidet werden. Klimaanlage und Sicherheitsausstattungen (ASC+T oder DSC 3) sind zwar nicht serienmäßig, aber in zwei verschiedenen Ausstattungspaketen enthalten. Für die Armlehnen und die Knieleiste kann zwischen fünf verschiedenen Farben gewählt werden.
Ab dem Modelljahr 2008 waren vier Mini-Modelle (One Minimalist 55 kW / One Minimalist 72 kW / One D / Cooper D) mit den BMW EfficientDynamics unter der markenspezifischen Bezeichnung MINIMALISM ausgestattet. Dieses beinhaltete eine Start-Stopp-Automatik (in Verbindung mit Schaltgetriebe), eine Schaltpunktanzeige, eine Bremsenergie-Rückgewinnung, Aluminium-Komponenten, Leichtbaufahrwerk und neuen Unterboden (vermindert Luftwiderstand, verstärkt Anpresskraft). Dadurch lassen sich nach Herstellerangabe Verbrauch und Emissionen um bis zu 20 Prozent reduzieren.

## Mini Clubman (R55)
Im September 2007 wurde der Mini Clubman auf der IAA in Frankfurt vorgestellt. Das Modell geht auf die auf der IAA 2005 vorgestellte Studie des Mini Traveller zurück. Der „Clubman“ ist 24 cm länger als das Basismodell und hat einen 8 cm längeren Radstand. Abgesehen von der Dachform ist der Mini „Kombi“ bzw. „Shooting Brake“ – „Wir sehen ihn eher in der Tradition des Shooting Brake“  – bis zur B-Säule mit den anderen Modellen identisch.
Charakteristisch für den Clubman sind die „Clubdoor“ auf der Beifahrerseite (erleichtert den Einstieg in den Fond) und die „Splitdoor“ (zweiflügelige Hecktür). Mit 260 bis 930 Litern Kofferraumvolumen bietet der Clubman mehr als die Modelle Hatch (160–680 Liter), cabrio (125/170/660 Liter) und coupé (280 Liter); er wird hierbei nur vom countryman übertroffen (350–1.170 Liter). Die Rückbank kann entweder geteilt oder völlig umgeklappt werden. Vier Innenraumfarben und fünf Varianten der „Colour Line“ können im Innenraum miteinander kombiniert werden. Der Clubman verfügt serienmäßig über sechs Airbags und ist in über 40 verschiedenen Außenlackierungskombinationen lieferbar.
Clubman Hampton (Cooper / Cooper D / Cooper S / Cooper SD), benannt nach dem Londoner Stadtteil, ist das erste limitiert erhältliche Modell der neuen Designlinie Mini yours.
- Karosseriefarben: Reef Blue Metallic, Eclipse Grey Metallic, Midnight Black Metallic, Pepper White
- Farben für Dach und C-Säulen: Jet Black, Pure Silver Metallic
- Leichtmetallräder: Twin Spoke (17 Zoll) in Schwarz oder Silber mit Nabenakzent in Damson Red

Für das Designkonzept bekam der Mini Clubman den red dot award:product design 2008 mit honourable mention verliehen.

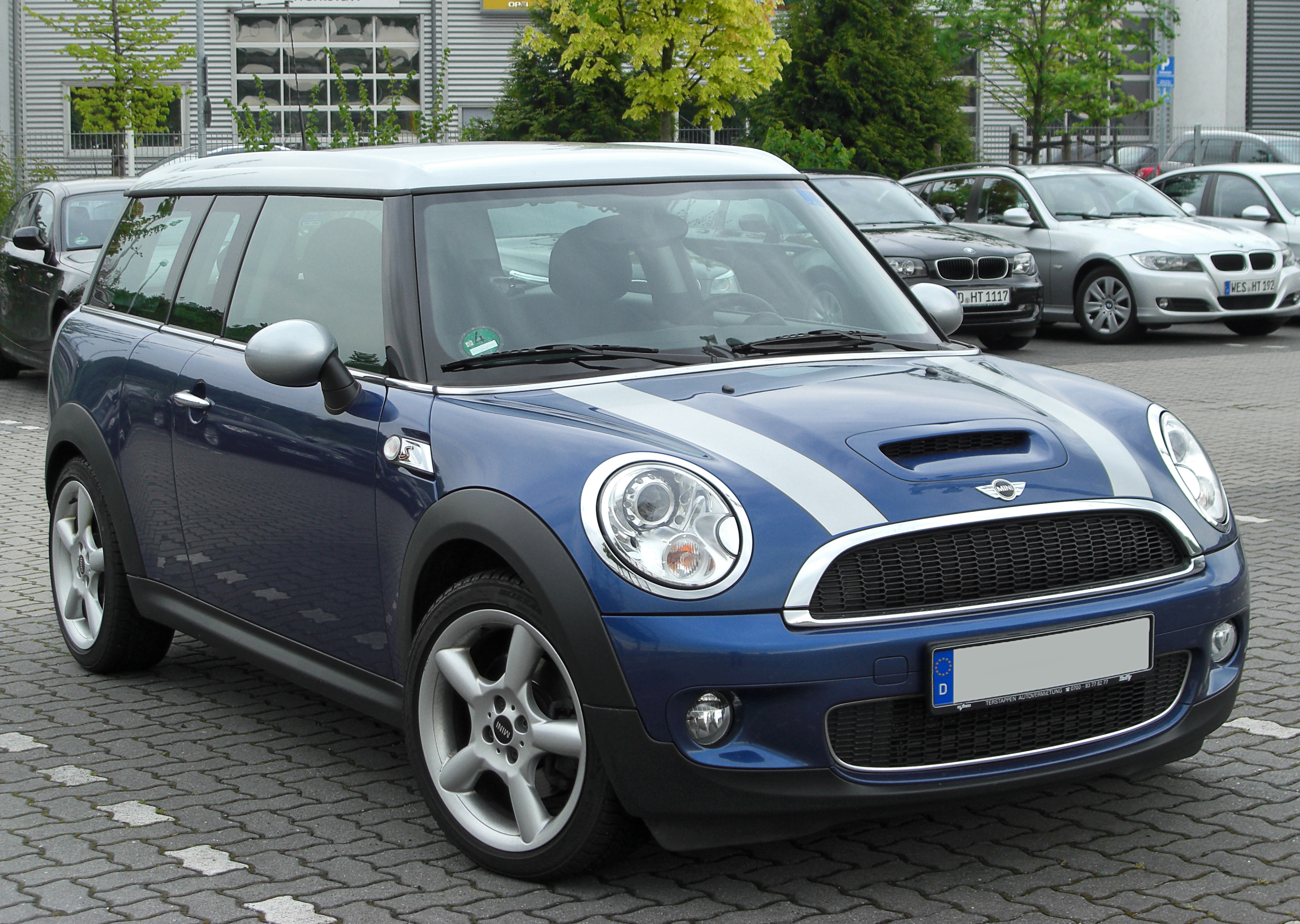
Mini Cooper S Clubman (2007–2014)
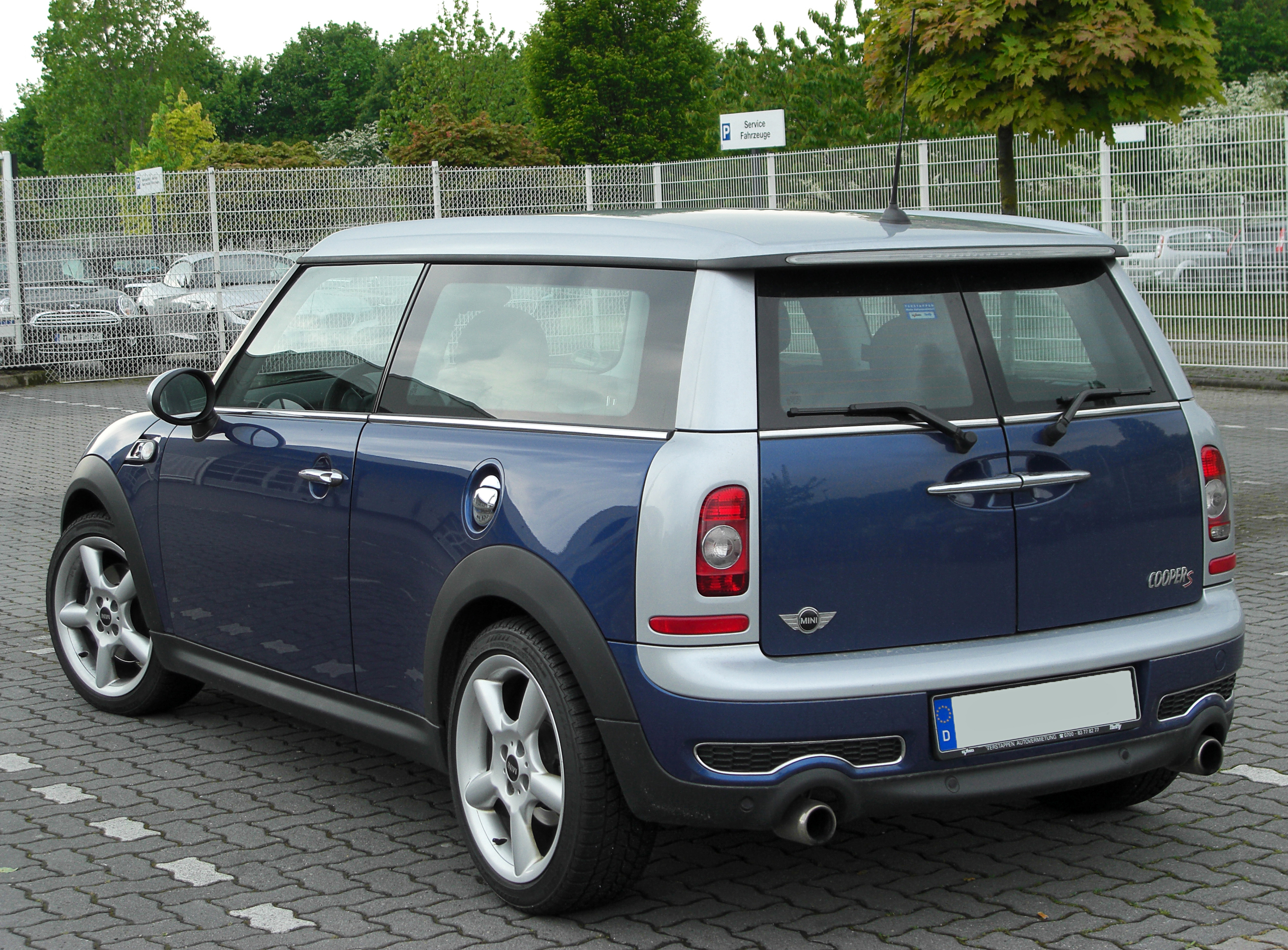
Heckansicht
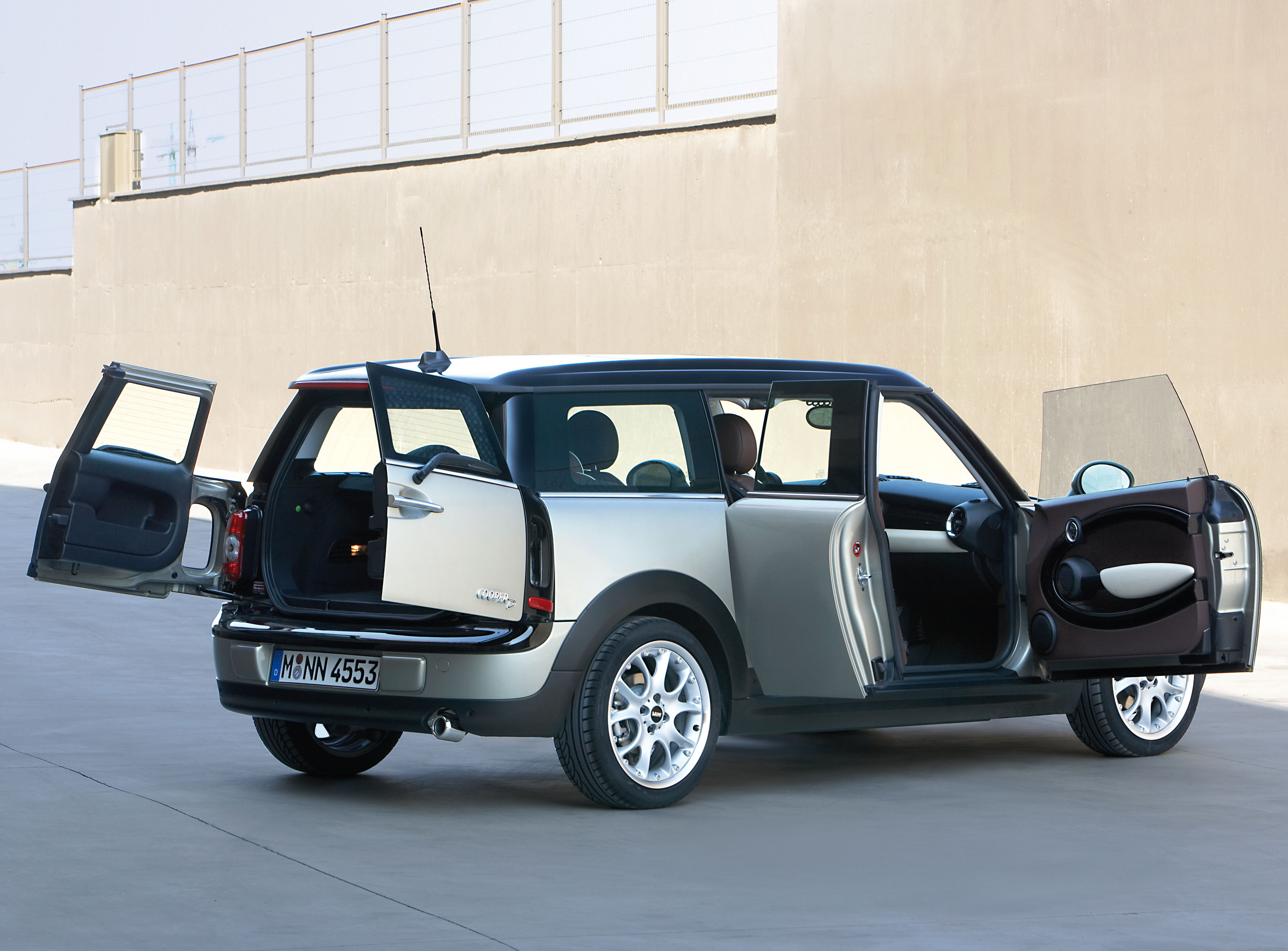
Portaltür auf Beifahrerseite und zweiflügelige Hecktür

## Mini Cabrio (R57)
Das erneuerte Mini Cabrio kam im Frühjahr 2009 auf den Markt. Neben allen technischen Neuerungen der Limousinen gibt es in der Neuauflage der Offenversion eine technische Spielerei: den „Always-open-Timer“. Diese links vom Drehzahlmesser angeordnete Runduhr zählt die Zeit zusammen, die die Mini-Besatzung mit offenem Dach verbringt.

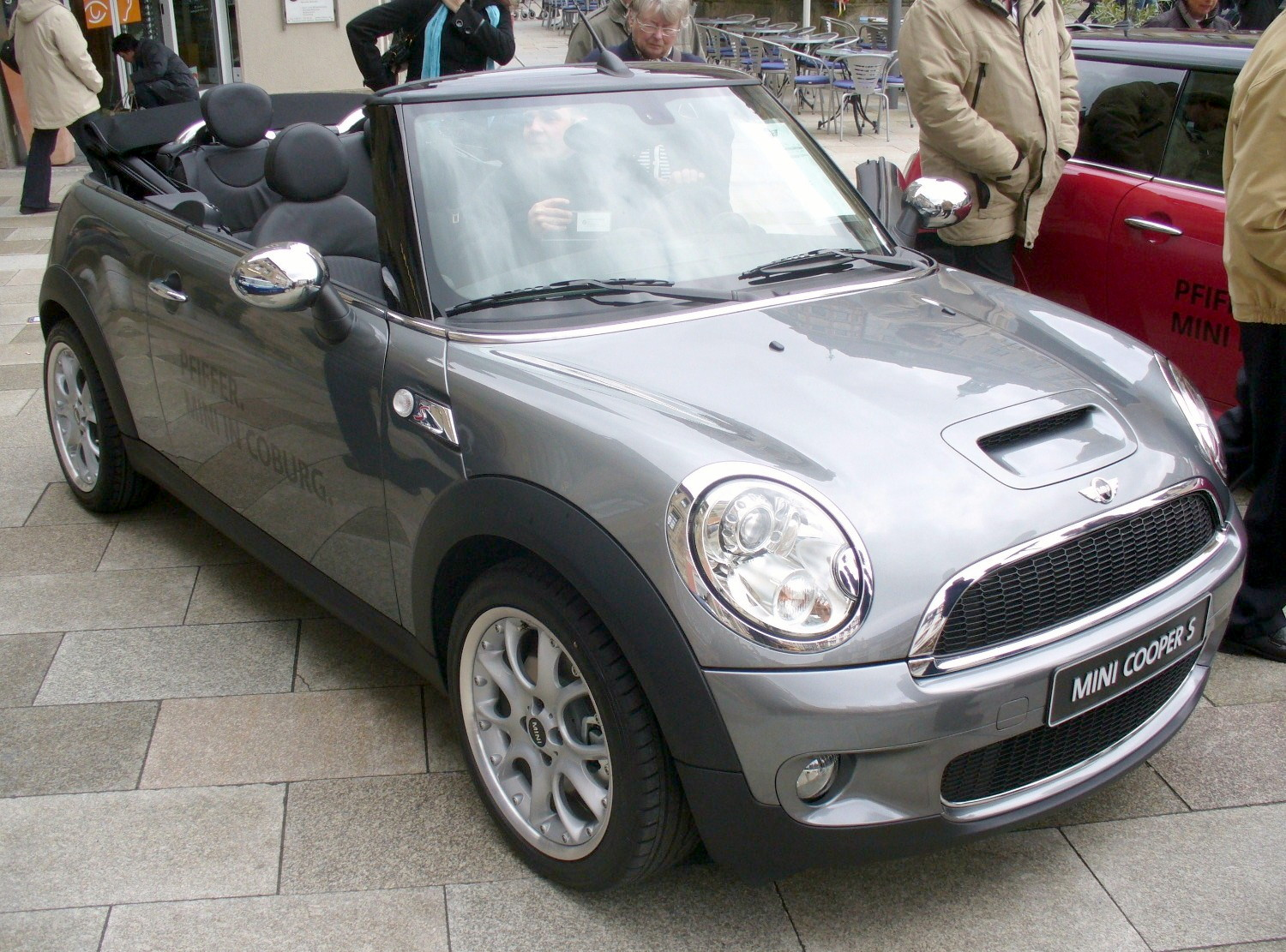
Mini Cooper S Cabrio (2009–2016)
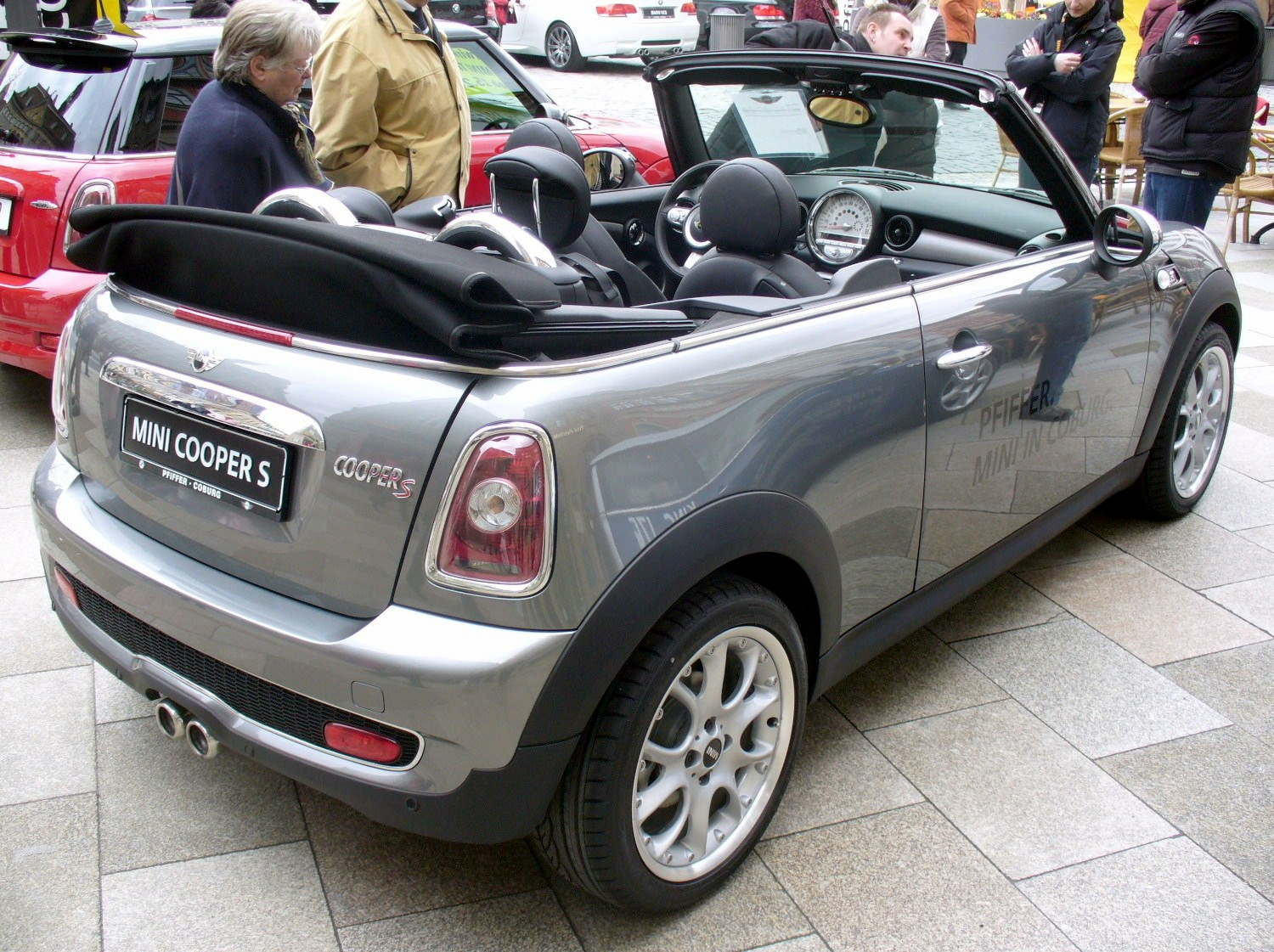
Heckansicht
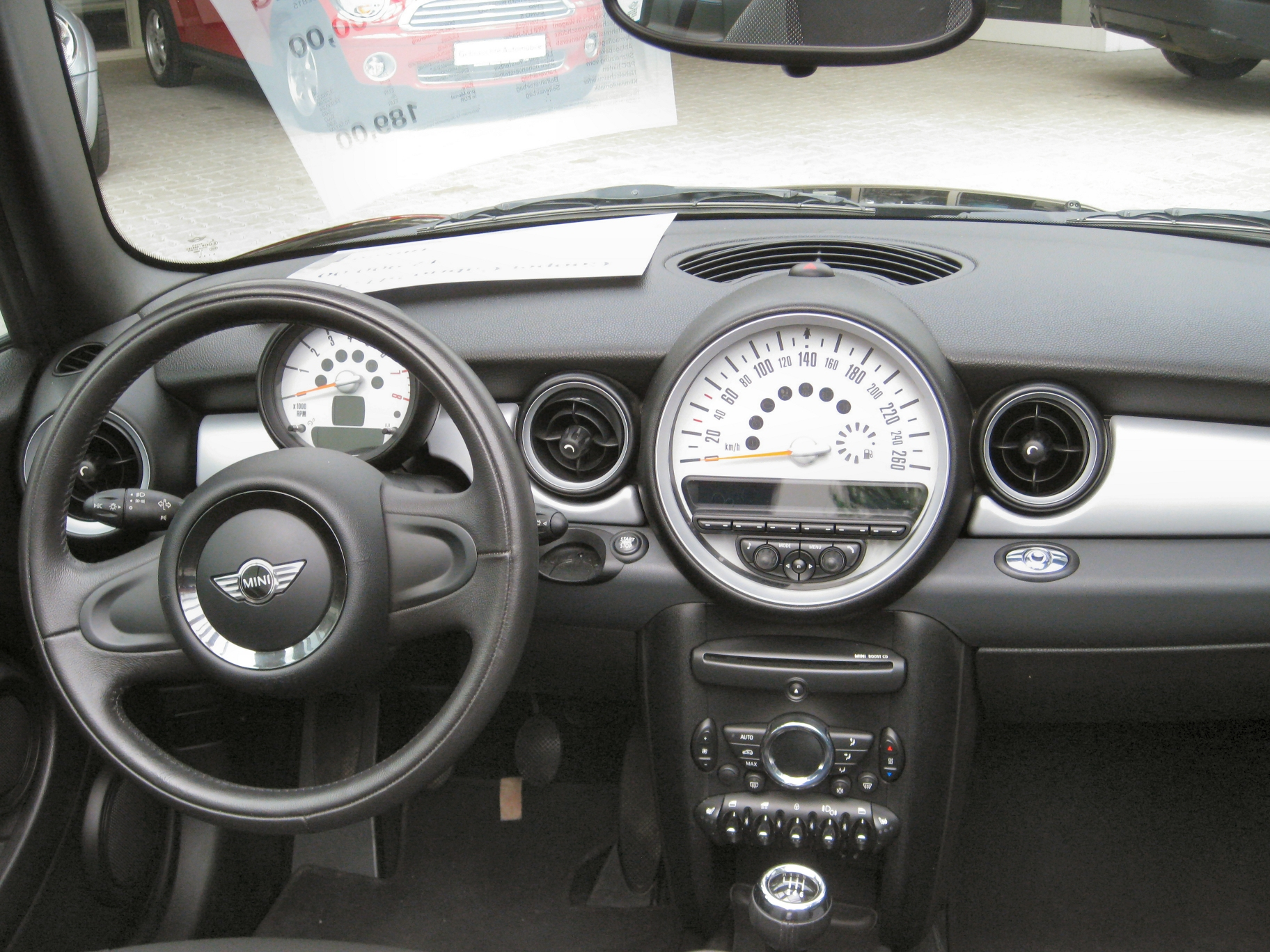
Cockpit

## Mini Coupé (R58)

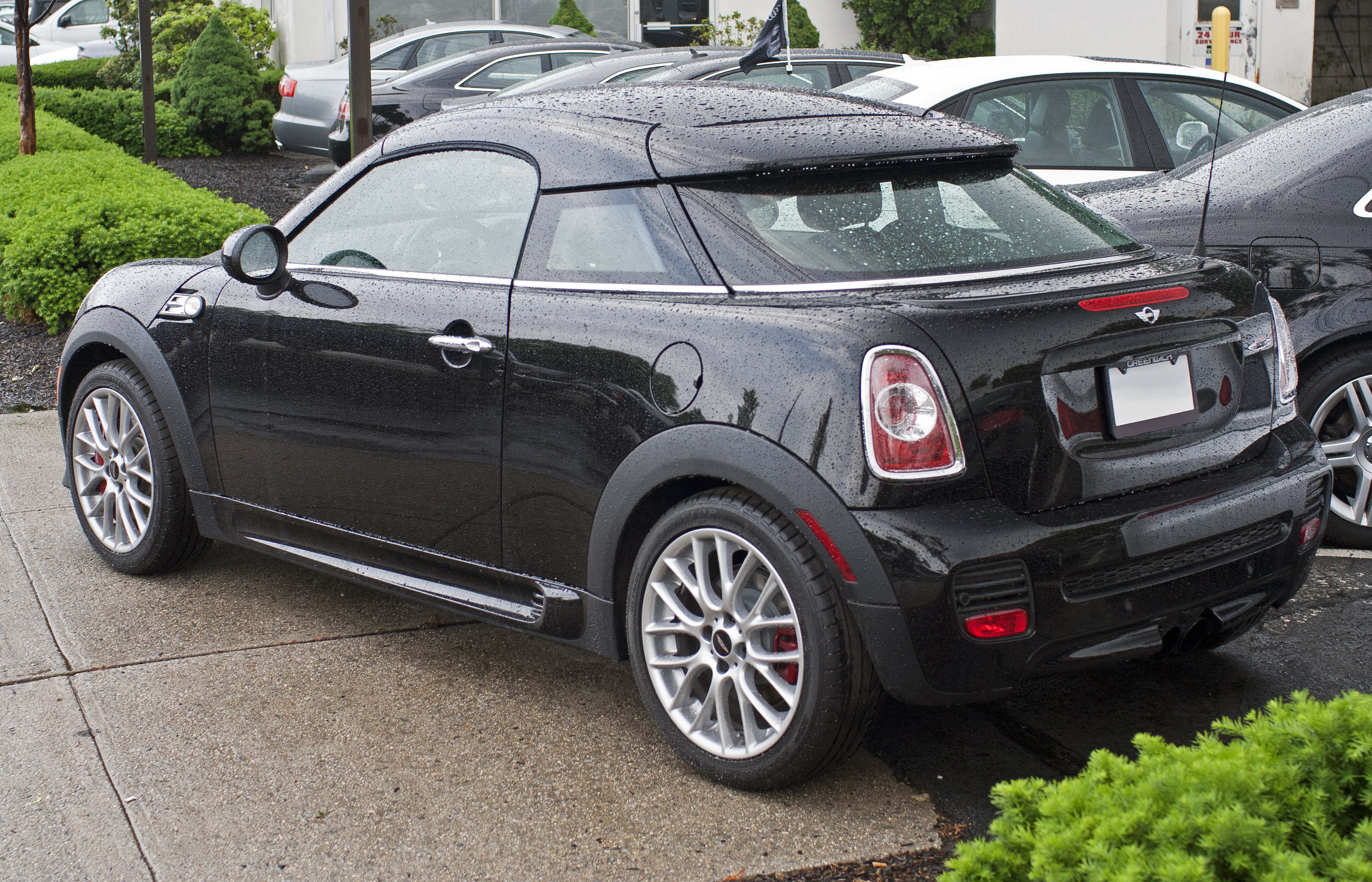
Mini Coupé, Heckansicht

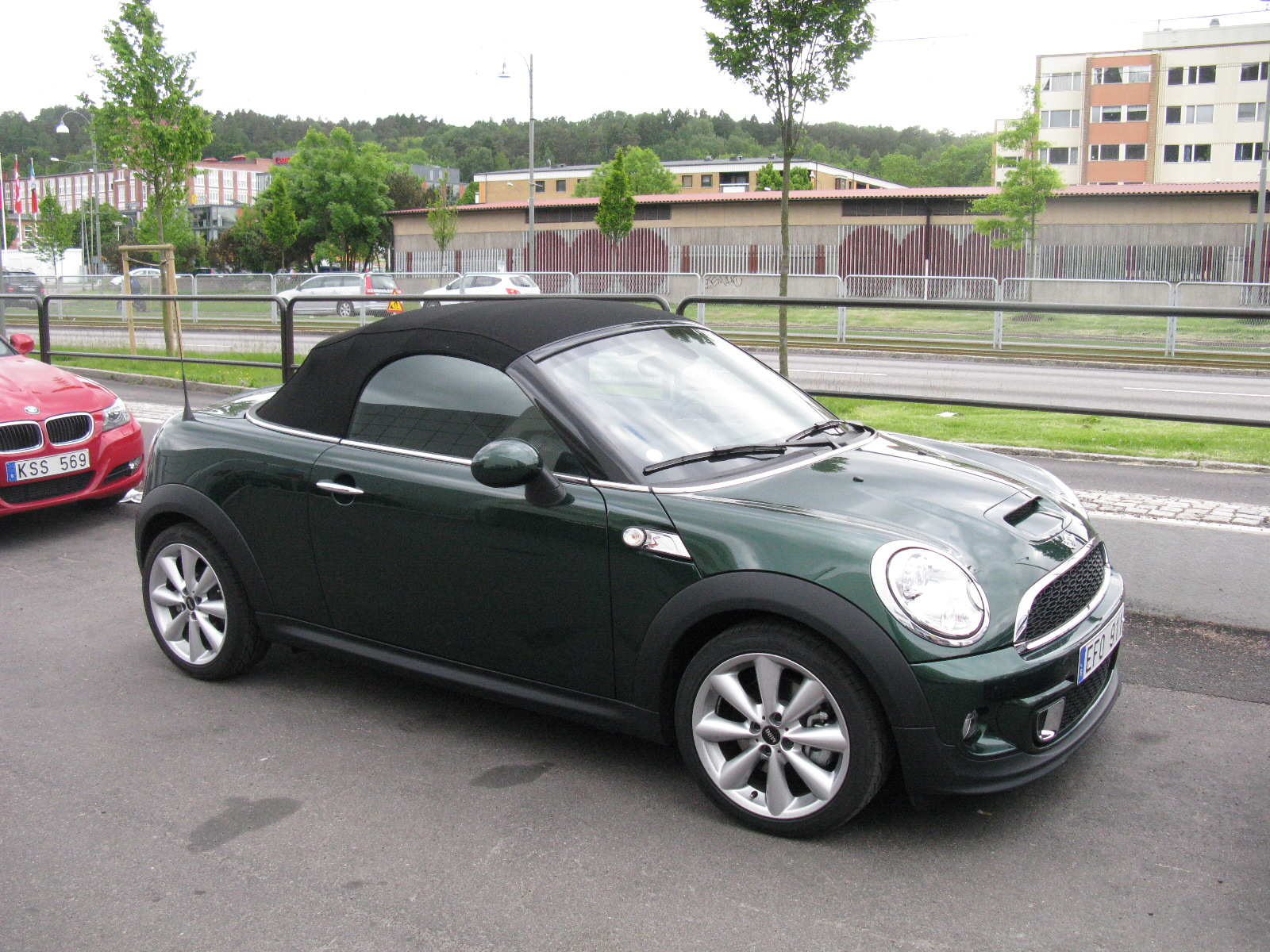
Mini Cooper Roadster

Das Coupé wird im Vereinigten Königreich seit Oktober 2011 zum Kauf angeboten. Technisch basiert das Fahrzeug auf dem bereits damals vorhandenen Mini Cabriolet, aber hat nur zwei Sitze und besitzt einen größeren Kofferraum. Auch wurde beim Automobil im Vergleich zur Standardvariante des Minis die Neigung der Windschutzscheibe modifiziert und ein bei 80 km/h automatisch ausfahrender Spoiler hinzugefügt. Die Modell-Ausführungen des Mini Coupé folgen dem üblichen Muster anderer Mini-Modelle: Cooper, Cooper S, Cooper SD, sowie die Topausführung John Cooper Works (JCW). Der 1598-cm³-Vierzylinder (155 kW/211 PS) Turbolader des Coupé in der JCW-Version beschleunigt von 0 auf 100 km/h in 6,4 Sekunden, bei einer Höchstgeschwindigkeit von 240 km/h. Im Cooper SD wird ein 2.0-l-Turbodiesel (105 kW/143 PS) eingesetzt. Alle Modell-Ausführungen sind mit einem manuellen Sechsgang-Schaltgetriebe ausgestattet, wahlweise ist ein Automatikgetriebe (mit Ausnahme beim JCW) verfügbar.

## Mini Roadster (R59)
Der Mini Roadster ist die Cabriovariante des Mini Coupé, die Anfang 2012 präsentiert wurde. Im Gegensatz zum Mini Cabriolet ist der Mini Roadster ein reiner Zweisitzer mit standardmäßig manuell zu öffnendem bzw. zu schließendem Stoffverdeck. Eine teilelektrische Öffnung (manuelles Ver-/Entriegeln des Daches) war gegen Aufpreis als Zubehör erhältlich. Ohne elektrisches Verdeck und durch den Wegfall der hinteren Sitze war der Roadster 120 kg leichter als das Mini Cabrio.
Das Modell wurde mit drei 1,6-Liter-Benzinmotoren und einem 2,0-Liter-Dieselmotor angeboten. Die Leistung der Motoren beginnt mit 90 kW (122 PS) beim Einstiegsmodell und endet mit 155 kW (211 PS) bei der stärksten Motorisierung.
Die Produktion wurde mit dem Coupé zusammen im Februar 2015 beendet.

## Technische Daten R56 und R57
Werte in [ ] gelten für Fahrzeuge mit Sechsgang-Automatikgetriebe Steptronic.

### Mini-Modelle (R56)
| Technische Daten                                                  | Mini One               | Mini One               | Mini One               | Mini One               | Mini Cooper             | Mini Cooper             | Mini One D                 | Mini Cooper D              | Mini Cooper D              | Mini Cooper SD             | Mini Cooper S            | Mini Cooper S            | Mini John Cooper Works   | Mini John Cooper Works GP |
| ----------------------------------------------------------------- | ---------------------- | ---------------------- | ---------------------- | ---------------------- | ----------------------- | ----------------------- | -------------------------- | -------------------------- | -------------------------- | -------------------------- | ------------------------ | ------------------------ | ------------------------ | ------------------------- |
| Bauzeitraum                                                       | 2009–03/2010           | 2007–2010              | 2010–2011/2013         | 2010–2011/2013         | 2006–2010               | 2010–2011/2013          | 2009–2011/2013             | 2007–2011                  | 2011–11/2013               | 2011–11/2013               | 2006–2010                | 2010–2011/2013           | 2008–2011/2013           | 11/2012–06/2013           |
| Motor                                                             | R4-Ottomotor           | R4-Ottomotor           | R4-Ottomotor           | R4-Ottomotor           | R4-Ottomotor            | R4-Ottomotor            | R4-Common-Rail-Turbodiesel | R4-Common-Rail-Turbodiesel | R4-Common-Rail-Turbodiesel | R4-Common-Rail-Turbodiesel | R4-Ottomotor, Turbolader | R4-Ottomotor, Turbolader | R4-Ottomotor, Turbolader | R4-Ottomotor, Turbolader  |
| Hubraum                                                           | 1397 cm³               | 1397 cm³               | 1598 cm³               | 1598 cm³               | 1598 cm³                | 1598 cm³                | 1560 cm³                   | 1560 cm³                   | 1598 cm³ [1995 cm³]        | 1995 cm³                   | 1598 cm³                 | 1598 cm³                 | 1598 cm³                 | 1598 cm³                  |
| Leistung bei min−1                                                | 55 kW (75 PS) bei 4500 | 70 kW (95 PS) bei 6000 | 55 kW (75 PS) bei 5000 | 72 kW (98 PS) bei 6000 | 88 kW (120 PS) bei 6000 | 90 kW (122 PS) bei 6000 | 66 kW (90 PS) bei 4000     | 80 kW (109 PS) bei 4000    | 82 kW (112 PS) bei 4000    | 105 kW (143 PS) bei 4000   | 128 kW (174 PS) bei 5500 | 134 kW (184 PS) bei 5500 | 155 kW (211 PS) bei 6000 | 160 kW (218 PS) bei 6000  |
| Drehmoment bei min−1                                              | 120 Nm bei 2500        | 140 Nm bei 4000        | 140 Nm bei 2250        | 153 Nm bei 3000        | 160 Nm bei 4250         | 160 Nm bei 4250         | 215 Nm bei 1750–2000       | 240 Nm bei 1750–2000       | 270 Nm bei 1750–2250       | 305 Nm bei 1750–2700       | 240 Nm 1 bei 1600–5000   | 240 Nm bei 1600–5000     | 260 Nm bei 1850–5600     | 260 Nm 2 bei 1750–5750    |
| Beschleunigung 0–100 km/h Handschaltung; [Automatikgetriebe] in s | 13,2                   | 10,9 [12,6]            | 13,2                   | 10,5 [12,3]            | 9,1 [10,4]              | 9,1 [10,4]              | 11,5                       | 9,9 [10,3]                 | 9,7 [10,1]                 | 8,1 [8,4]                  | 7,1 [7,3]                | 7,0 [7,2]                | 6,5                      | 6,2                       |
| Höchstgeschwindigkeit in km/h                                     | 175                    | 185 [180]              | 175                    | 186 [181]              | 203 [197]               | 203 [197]               | 182                        | 195 [190]                  | 197 [192]                  | 215 [205]                  | 225 [220]                | 228 [223]                | 238                      | 242                       |
| Leergewicht in kg                                                 | 1135                   | 1135 [1175]            | 1135                   | 1135 [1175]            | 1140 [1180]             | 1140 [1180]             | 1165                       | 1180 [1195]                | 1165 [1195]                | 1225 [1245]                | 1205 [1230]              | 1205 [1230]              | 1205                     | 1185                      |
| Tankinhalt in Liter                                               | 40                     | 40                     | 40                     | 40                     | 40                      | 40                      | 40                         | 40                         | 40                         | 40                         | 50                       | 50                       | 50                       | 50                        |
| Verbrauch in l/100 km (ges.)                                      | 5,3                    | 5,3 [6,5]              | 5,1                    | 5,4 [6,4]              | 5,4 [6,5]               | 5,4 [6,4]               | 3,9                        | 3,9 [5,0]                  | 3,8 [5,1]                  | 4,3 [5,3]                  | 6,2 [6,9]                | 5,8 [6,4]                | 6,9                      | 7,1                       |
| CO2-Emission in g/km                                              | 128                    | 128 [155]              | 119                    | 127 [150]              | 129 [156]               | 127 [150]               | 104                        | 104 [134]                  | 99 [135]                   | 114 [139]                  | 149 [165]                | 136 [149]                | 165                      | 165                       |
| Abgasnorm nach EU-Klassifikation                                  | Euro 4                 | Euro 4                 | Euro 5                 | Euro 5                 | Euro 4                  | Euro 5 (ab 2013 Euro 6) | Euro 4                     | Euro 4                     | Euro 5                     | Euro 5                     | Euro 4                   | Euro 5                   | Euro 5                   | Euro 5                    |

### Mini-Cabrio-Modelle (R57)
Werte in [ ] gelten für Fahrzeuge mit Sechsgang-Automatikgetriebe Steptronic.
| Technische Daten Mini-Cabrio-Modelle                             | Technische Daten Mini-Cabrio-Modelle | Technische Daten Mini-Cabrio-Modelle | Technische Daten Mini-Cabrio-Modelle | Technische Daten Mini-Cabrio-Modelle | Technische Daten Mini-Cabrio-Modelle | Technische Daten Mini-Cabrio-Modelle | Technische Daten Mini-Cabrio-Modelle | Technische Daten Mini-Cabrio-Modelle | Technische Daten Mini-Cabrio-Modelle |
| Technische Daten                                                 | Mini One Cabrio                      | Mini One Cabrio                      | Mini Cooper Cabrio                   | Mini Cooper Cabrio                   | Mini Cooper D Cabrio                 | Mini Cooper SD Cabrio                | Mini Cooper S Cabrio                 | Mini Cooper S Cabrio                 | Mini John Cooper Works Cabrio        |
| ---------------------------------------------------------------- | ------------------------------------ | ------------------------------------ | ------------------------------------ | ------------------------------------ | ------------------------------------ | ------------------------------------ | ------------------------------------ | ------------------------------------ | ------------------------------------ |
| Bauzeitraum                                                      | bis 2009                             | seit 2010                            | bis 2009                             | seit 2010                            | seit 2011                            | seit 2011                            | bis 2009                             | seit 2010                            | seit 2010                            |
| Motor                                                            | R4-Ottomotor                         | R4-Ottomotor                         | R4-Ottomotor                         | R4-Ottomotor                         | R4-Common-Rail-Turbodiesel           | R4-Common-Rail-Turbodiesel           | R4-Ottomotor, Turbolader             | R4-Ottomotor, Turbolader             | R4-Ottomotor, Turbolader             |
| Hubraum                                                          | 1598 cm³                             | 1598 cm³                             | 1598 cm³                             | 1598 cm³                             | 1598 cm³ [1995 cm³]                  | 1995 cm³                             | 1598 cm³                             | 1598 cm³                             | 1598 cm³                             |
| Leistung bei min−1                                               | 66 kW (90 PS) bei 5500               | 72 kW (98 PS) bei 6000               | 88 kW (120 PS) bei 6000              | 90 kW (122 PS) bei 6000              | 82 kW (112 PS) bei 4000              | 105 kW (143 PS) bei 4000             | 128 kW (174 PS) bei 5500             | 135 kW (184 PS) bei 5500             | 155 kW (211 PS) bei 6000             |
| Beschleunigung 0–100 km/h Handschaltung [Automatikgetriebe] in s | 11,8                                 | 11,3 [13,1]                          | 9,8 [11,1]                           | 9,8 [11,1]                           | 10,3 [10,7]                          | 8,7 [8,9]                            | 7,4 [7,7]                            | 7,3 [7,6]                            | 6,9                                  |
| Höchstgeschwindigkeit in km/h                                    | 175                                  | 181 [174]                            | 198 [191]                            | 198 [191]                            | 194 [190]                            | 210 [203]                            | 222 [217]                            | 225 [220]                            | 235                                  |
| Verbrauch in l/km (ges.)                                         | 7,0                                  | 5,7 [6,6]                            | 5,7 [6,7]                            | 5,7 [6,6]                            | 4,0D [5,3D]                          | 4,5D [5,4D]                          | 6,4 [7,1]                            | 6,0 [6,6]                            | 7,1                                  |
| CO2-Emission in g/km                                             | 168                                  | 133 [154]                            | 137 [161]                            | 133 [154]                            | 105 [140]                            | 118 [143]                            | 153 [170]                            | 139 [153]                            | 169                                  |
| Leergewicht in kg                                                | 1240                                 | 1235 [1275]                          | 1240 [1280]                          | 1240 [1280]                          | 1275 [1300]                          | 1325 [1340]                          | 1305 [1330]                          | 1305 [1330]                          | 1305                                 |
| Tankinhalt in Liter                                              | 40                                   | 40                                   | 40                                   | 40                                   | 40                                   | 40                                   | 50                                   | 50                                   | 50                                   |
| Abgasnorm nach EU-Klassifikation                                 | Euro 4                               | Euro 5                               | Euro 4                               | Euro 5                               | Euro 5                               | Euro 5                               | Euro 5                               | Euro 5                               | Euro 5                               |

## Lackfarben
Folgende Lackfarben wurden über die Jahre hinweg angeboten:
| Aspen White 2006–2016, nur Dach | Pepper White 2006–2016   | Liquid Yellow 2006–2016 | Interchange Yellow 2009, nur Cabrio | Mellow Yellow 2008–2016, nur Cabrio | Solid Gold* 2006–2016            | Chili Red 2006–2016                 | Nightfire Red* 2006–2016              | Velvet Red* 2006–2016           | Black Eyed Purple* 2006–2016 |
| Oxygen Blue 2006–2016           | Electric Blue* 2006–2016 | Laser Blue* 2007–2016   | Lightning Blue* 2006–2016           | Hyper Blue* 2006–2016               | Indi Blue* 2006–2016             | Horizon Blue* 2009–2016, nur Cabrio | Thunder Blue* 2006–2016, Works GP Kit | British Racing Green* 2007–2016 | Silk Green* 2006–2016        |
| Sparkling Silver* 2006–2016     | White Silver* 2006–2016  | Pure Silver* 2006–2016  | Dark Silver* 2006–2016              | Eclipse Grey* 2011                  | Royal Grey* 2006, nur Countryman | Hot Chocolate* 2006–2016            | Astro Black* 2006–2016                | Cosmos Black* 2006–2016         | Black II 2006–2016           |

## Mini Countryman (R60)

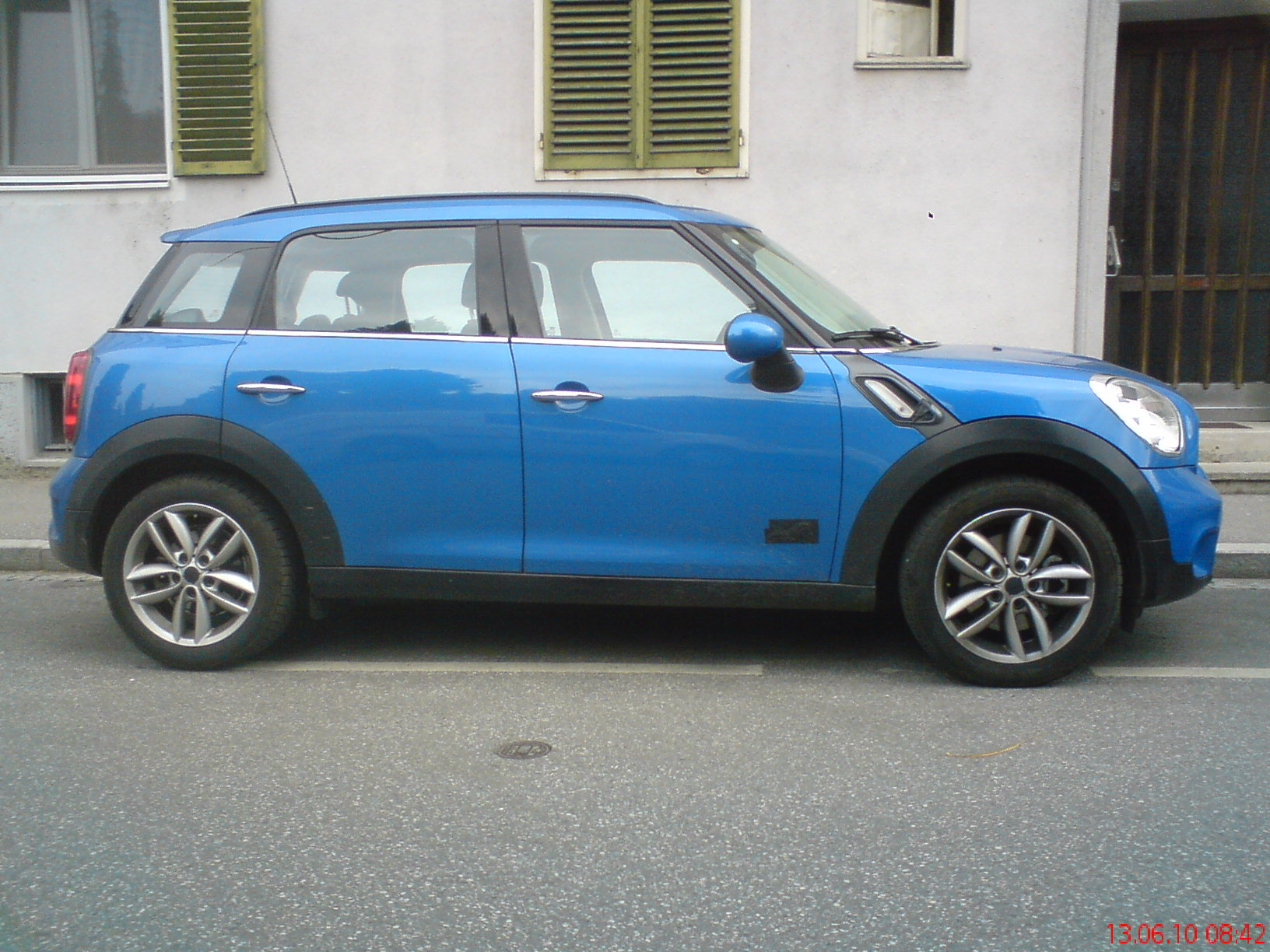
Mini Countryman

Der Countryman ist die in dieser Modellgeneration 2010 erstmalig eingeführte SUV-Variante.

## Mini Paceman (R61)

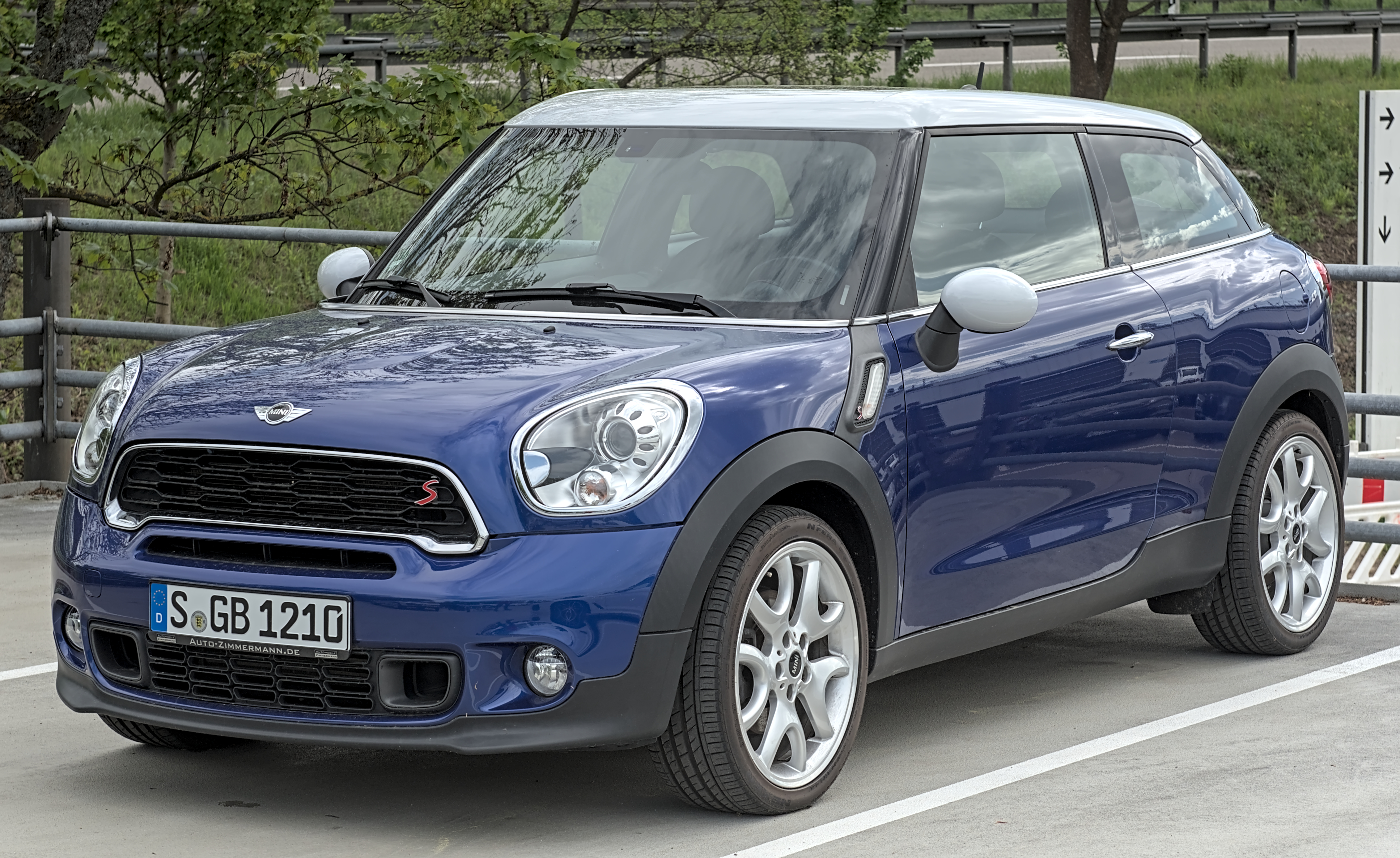
Mini Paceman

Der Paceman ist das 2013 eingeführte SUV-Coupé.

## Mini E

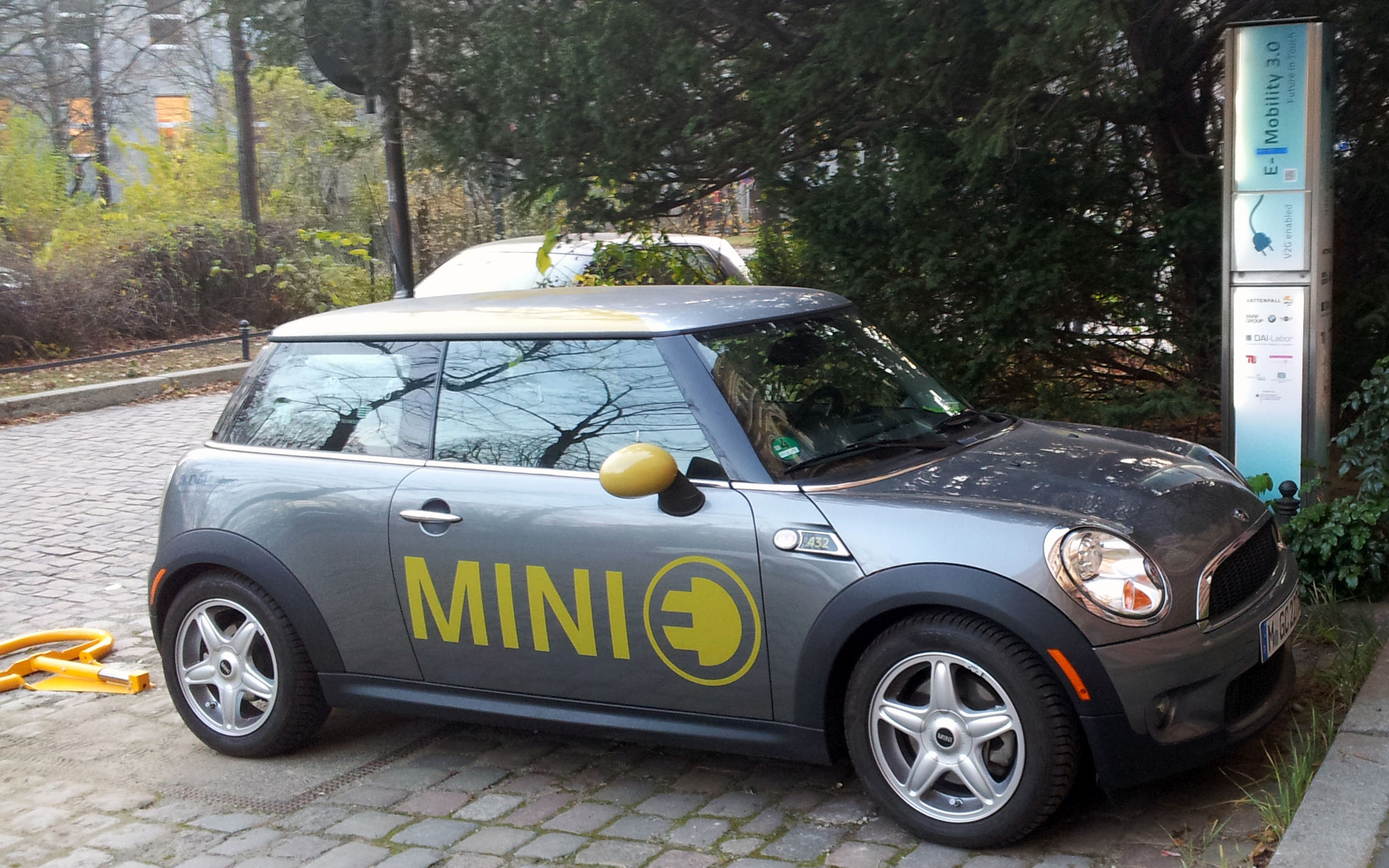
Mini E (aufgenommen 2012)

Eine elektrische Variante des Mini (R56) wurde 2009 in Feldversuchen zur Elektromobilität in Berlin, München, London und den USA getestet. In den USA wurden 500 Mini E an Privatleute und Unternehmen für ein Jahr verleast. Den Motor sowie den Lithium-Ionen-Akkumulator lieferte AC Propulsion.
Der Elektromotor leistete 150 kW (204 PS). Die Beschleunigung von 0 auf 100 km/h lag bei 8,5 s, die Spitzengeschwindigkeit ist elektronisch auf 160 km/h begrenzt. Insgesamt besteht der Akkumulator aus 5088 Lithium-Ionen-Zellen, die in 48 Modulen im Fahrzeug untergebracht sind, zum Teil an Stelle der Rücksitze, so dass im Fahrzeug nur noch zwei Sitzplätze vorhanden sind. Das Kofferraumvolumen wird durch die Akkumodule ebenfalls beeinträchtigt und auf 60 l reduziert. Die Reichweite mit einer Akkuladung beträgt 200 bis 250 km. Die Akkuladezeit liegt mit einem speziellen Ladegerät bei 2 Stunden. Mit einem Leergewicht von 1465 kg ist der elektrische Mini 300 kg schwerer als die Varianten mit Verbrennungsmotor.
Die Serienversion des Mini E auf Basis des F56 wurde als Mini Cooper SE im Juli 2019 vorgestellt. Gebaut wird er in Oxford, der Antriebsstrang und der Akku werden in Dingolfing produziert. Seit März 2020 ist die elektrische Variante des Minis als Mini Cooper SE im Handel. Er verfügt über 184 PS, einen 32,6 kWh großen Akku und wird mit einer Reichweite von bis zu 270 km angegeben. Dabei beläuft sich das Mehrgewicht bezogen auf einen Cooper S mit Getriebeautomatik auf 145 kg.

## Mini E Race
Der Mini E Race ist eine modifizierte Rennversion des serienmäßigen Mini E. Dafür waren folgende Umbauten erforderlich:
- Innenraum: Recaro CFK-Sitz Pro Racer (HANS), Sechspunktgurt 3 Inch, Wildlederlenkrad 320 mm Durchmesser
- Überrollkäfig: Schraubkonstruktion (Leichtbau) CrMo4, ca. 35 kg einschließlich Einbaumaterial
- Getriebe: mechanisches Lamellensperrdifferential mit 40°/50° Rampenwinkel, 55 Nm Preload
- Motor: Anpassung der Motorsteuerung
- Fahrwerk: KW Variante 3 Gewindefahrwerk, abgestimmt auf die erhöhten Achslasten des Mini E Race mit veränderter Dämpfungskennlinie und geänderten Federn
- Exterieur: Diffusoren, Heckflügel, CFK Karosserieteile
- Sicherheit: Integration eines speziellen Renn-ABS, Differenziertes Notaus-Konzept

## Mini Inspired by Goodwood

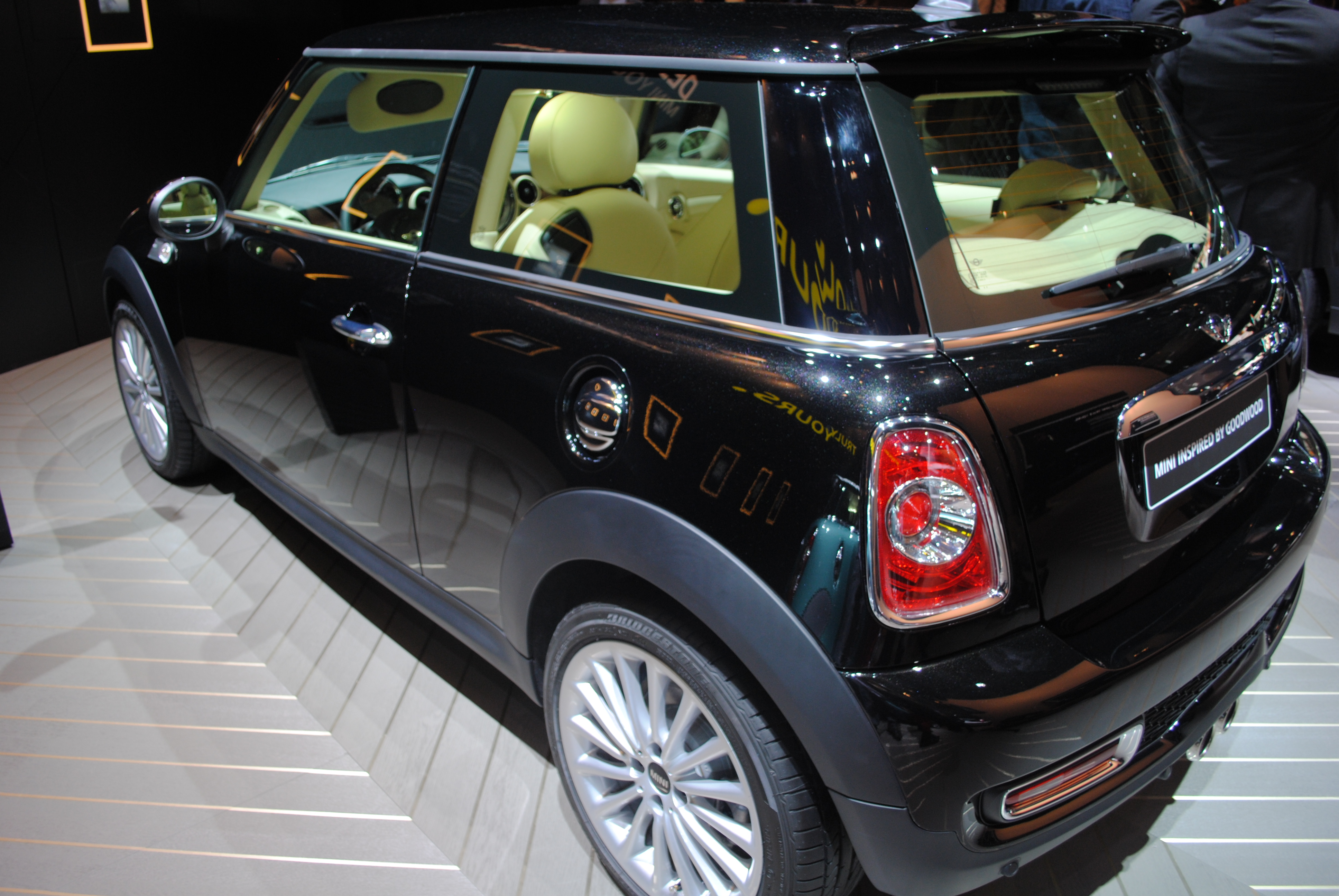
Mini Inspired by Goodwood auf der IAA 2011

Ein weiteres Sondermodell präsentierte Rolls-Royce im Juni 2009 der Weltöffentlichkeit, den „Mini Inspired by Goodwood“. Das war eine von Rolls-Royce umgebaute Version mit beigem Leder und Velours im Innenraum. Die Mittelkonsole und Knöpfe waren in schwarzem Klavierlack, die Instrumententafel dagegen im eigenen Rolls-Royce-Design gehalten. Lediglich das Lenkrad wurde vom Mini-Modell übernommen und hat dessen Emblem. Das Sondermodell wurde anlässlich des 50. Geburtstags des Mini produziert. Im Jahr 2011 wurde eine auf 1000 Exemplare limitierte Auflage unter dem Namen „Mini Inspired by Goodwood“ zum Preis von 46.900 Euro aufgelegt.

## Mini JCW World Championship 50 Edition (2009)
Connaught Green mit weißen Motorhaubenstreifen und Dach. Diese limitierte Serie (500 Exemplare weltweit, davon 100 in Großbritannien und 50 in den Vereinigten Staaten) ist mit dem JCW Bodykit, schwarz lackierten 18-Zoll-Rädern und zwei zusätzlichen Scheinwerfern im Frontgrill ausgestattet. Eine weitere Besonderheit besteht darin, dass sowohl innen als auch außen sehr viele Kohlenstoffkomponenten verwendet werden. Seine Lederpolsterung besteht aus Karbonleder mit roter Paspelierung, die sich auf den Applikationen am Armaturenbrett wiederfindet, und einem Lenkrad mit Alcantara-Bezug.
Es wurde als Hommage an den Konstrukteurs-Weltmeistertitel des Cooper-Teams geschaffen und wird für 40.000 Euro verkauft.